# Estrilda de collar
L'estrilda de collar (Nesocharis ansorgei) és una espècie d'ocell estríldids trobats a Àfrica. S'ha estimat que el seu hàbitat aconsegueix els 94,000 km².
Es pot trobar a Burundi, República Democràtica del Congo, Ruanda, Tanzània i Uganda. El seu estat de conservació segons la Llista Vermella és de baix risc (LC).